# Скијашки скокови на Зимским олимпијским играма 2014 — велика скакаоница екипно за мушкарце
Такмичење у скијашким скоковима на великој скакаоници у екишпнпј конкуренцији за мушкарце на Зимским олимпијским играма 2014. у Сочију одржано је скијашком скакачком центру Рускије горки у Красној Пољани, 17. фебруара 2014. године, на великој скакаоници од 140 м.
Свака екипа је имала 4 члана. Учествовао је 48 такмичара из 12 земљља.
Златне медаље освојили су скакачи Немачке, испред фаворита турнира - екипе Аустрије, за само 2,7 поена. Бронзане медаље освојили су скакачи из Јапана, у којој се појавио 41-годишњи Норијаки Касај, коме је ово била трећа олимпијска медаља у каријери, а друга на овим играма. Прву медаљу Касај је освојио пре 20 година на Зимским олимпијским играма у Лилехамеру 1994. године, када се члан победниче екипе и немачки првак 2014. Андреас Веллингер није ни  родио.

## Земље учеснице
- Аустрија (4)
- Немачка (4)
- Јапан (4)
- Јужна Кореја (4)
- Канада (4)
- Норвешка (4)
- Пољска (4)
- Русија (4)
- Словенија (4)
- Сједињене Америчке Државе (4)
- Финска (4)
- Чешка (4)

## Освајачи медаља
|                                                                            |                                                                                   |                                                                    |
| Немачка · Северин Фројнд · Маринус Краус · Андреас Ванк · Андреас Велингер | Аустрија · Михаел Хајбек · Томас Моргенштерн · Томас Дитхарт · Грегор Шлиренцауер | Јапан · Рерухи Шимицу, · Таку Такеучи · Даики Ито · Норијаки Касај |

## Резултати
Осам првопласираних екипа из прве серије пласира се у другу серију..
|         |                        |                                                                                               | 1. серија                     | 1. серија                     | 1. серија | 2. срија                      | 2. срија                      | 2. срија | Укупо                           |
| Пласман | Стартни број           | Име                                                                                           | Дужина скока (м)              | Бодови                        | Пласман   | Дужина скока (м)              | Бодови                        | Пласман  | Бодови                          |
| ------- | ---------------------- | --------------------------------------------------------------------------------------------- | ----------------------------- | ----------------------------- | --------- | ----------------------------- | ----------------------------- | -------- | ------------------------------- |
|         | 11 11–1 11–2 11–3 11–4 | Немачка · Андреас Ванк · Маринус Краус · Андреас Велингер · Северин Фројнд                    | 533,0 132,0 136,5 133,0 131,5 | 519,0 123,2 136,1 125,3 134,2 | 1         | 528,0 128,0 134,5 131,0       | 522,1 125,5 132,0 133,9 130,7 | 2        | 1.041,1 248,7 268,1 259,2 265,1 |
|         | 12 12–1 12–2 12–3 12–4 | Аустрија · Михел Хјдбек · Томас Моргенштерн · Томас Дитхарт · Грегор Шлиренцауер              | 527,5 134,0 129,0 136,0 128,5 | 516,5 127,7 124,3 136,0 128,5 | 2         | 528,0 130,0 133,5 132,5 132,0 | 521,9 130,4 129,9 130,2 131,4 | 3        | 1.038,4 258,1 254,2 266,2 259,9 |
|         | 8 8–1 8–2 8–3 8–4      | Јапан · Рерухи Шимицу · Таку Такеучи · Даики Ито · Норијаки Касај                             | 524,0 132,5 127,0 130,5 134,0 | 507,5 127,8 117,9 130,3 131,5 | 3         | 527,5 131,5 130,0 132,0 134,0 | 517.4 132,6 120,5 127,0 137,3 | 4        | 1.024,9 260,4 238,4 257,3 268,8 |
| 4.      | 9 9–1 9–2 9–3 9–4      | Пољска · Мациеј Кот · Пјотр Жила · Јан Зиобро · Камил Стох                                    | 513,5 131,5 121,0 130,5       | 489,2 125,0 107,2 127,8 129,2 | 4         | 529,0 129,0 132,0 133,0 135,0 | 522,6 126,8 126,3 129,7 139,8 | 1        | 1.011,8 251,8 233,5 257,5 269,0 |
| 5.      | 10 10–1 10–2 10–3 10–4 | Словенија · Јуриј Тепеш · Роберт Крањец · Јернеј Дамјан · Петер Превц                         | 515,0 133,0 120,5 128,0 133,5 | 488,2 127,1 103,9 119,5 137,7 | 5         | 524,0 126,5 131,0 130,5 136,0 | 507,4 121,2 121,9 125,3 139,0 | 5        | 995,6 248,3 225,8 244,8 276,7   |
| 6.      | 7 7–1 7–2 7–3 7–4      | Норвешка · Андерс Бардал · Андерс фанемел · Андерс Јакобсен · Руне Велта                      | 511,0 137,5 129,5 119,0 125,0 | 486,0 137,7 123,4 111,5 113,4 | 6         | 522,0 133,0 130,5 125.5       | 504,7 134,8 125,4 125,8 118,7 | 6        | 990,7 272,5 248.8 237,3 232,1   |
| 7.      | 6 6–1 6–2 6–3 6–4      | Чешка · Јакуб Јанда · Антонин Хајек · Роман Куделка · Јан Матура                              | 504,0 131,0 128,0 122,5       | 476,0 123,3 121,4 122,1 109,2 | 7         | 516,5 127,5 131,0 130,5 127,5 | 491,8 121,6 126,1 118,0       | 7        | 967,8 244.9 247.5 248,2 227,2   |
| 8.      | 5 5–1 5–2 5–3 5–4      | Финска · Anssi Koivuranta · Јарко Мете · Оли Муотка · Јане Ахонен                             | 505,5 129.5 128.5 123.0 124.5 | 461,5 120,8 117,1 113,2 110,4 | 8         | 512,0 130,0 124,0 126,0 132,0 | 481,3 126,5 110,5 114,1 130,2 | 8        | 942,8 247,3 227,6 227,3 240,6   |
| 9.      | 4 4–1 4–2 4–3 4–4      | Русија · Илмир Хазетдинов · Алексеј Ромашов · Димитриј Васиљев · Денис Корнилов               | 487,5 121,0 124,5 123,5 118,5 | 422,3 102,1 108,5 113,2 98,5  | 9         | —                             | —                             | —        | 422.3 102,1 108,5 113,2 98,5    |
| 10.     | 2 2–1 2–2 2–3 2–4      | Сједињене Америчке Државе · Питер Френет · Николас Ферол · Андерс Џонсон · Николас Александер | 479,0 113,0 120,5 119,0 126,5 | 402,5 84,2 102,0 101,9 114,4  | 10        | —                             | —                             | —        | 402,5 84,2 102,0 101,9 114,4    |
| 11.     | 1 1–1 1–2 1–3 1–4      | Јужна Кореја · Канг Чил-Ку · Ким Хјун-Ki · Чои Хеунг-Чул · Чои Се-Оу                          | 476,5 116,5 126,0 117,0       | 402,0 91,2 113,5 99,5 97,8    | 11        | —                             | —                             | —        | 402,0 91,2 113,5 99,5 97,8      |
| 12,     | 3 3–1 3–2 3–3 3–4      | Канада · Тревор Морис · Дасти Корек · Метју Роули · Мекензи Бојд-Кловс                        | 488,0 117,5 121,5 125,5 123,5 | 399,2 94,3 102,6 94,7 107,6   | 12        | —                             | —                             | —        | 399,2 94,3 102,6 94,7 107,6     |